# بنغاسيوس
بنغاسيوس (بالإنجليزية: Pangasius)‏ هو جنس من نوع سلور القرش ينتمي لعائلة السلوريات. الاسم العلمي (باللاتينية الجديدة) مشتق من كلمة بنغاس Pangas الفيتنامية وتعني السمكة.

## قائمة الأجناس
- بنغاسيوس العملاق
- بنغاسيوس بنغاسيوس
- Basa fish
- Pangasius conchophilus
- Pangasius djambal
- Pangasius elongatus
- Pangasius humeralis
- Pangasius indicus (منقرض)
- Pangasius kinabatanganensis
- Pangasius krempfi
- Pangasius kunyit
- Spot pangasius
- Pangasius lithostoma
- Pangasius macronema
- Pangasius mahakamensis
- Pangasius mekongensis
- Shortbarbel pangasius,